# Győző Forintos
Győző Victor Forintos (* 30. Juli 1935 in Budapest; † 6. Dezember 2018) war ein ungarischer Schach-Großmeister.

## Leben
Seine Tochter Gyöngyvér ist mit dem Großmeister Anthony Kosten verheiratet.
Forintos erhielt von der FIDE 1963 den Titel Internationaler Meister und 1974 den Großmeistertitel verliehen. Er gewann die Ungarische Meisterschaft 1968/69. 
Seine letzten gewerteten Partien spielte er in der ungarischen Mannschaftsmeisterschaft 2017/18.

## Nationalmannschaft
Bei den Schacholympiaden 1958, 1964, 1966, 1970 und 1972 sowie 1974 in Nizza spielte er für Ungarn. 1958 in München gewann er Gold am Reservebrett (10,5 Punkte aus 13 Partien). Mit der ungarischen Mannschaft holte er 1970 in Siegen und 1972 in Skopje jeweils eine Silbermedaille, 1966 in Havanna Bronze. Noch erfolgreicher war Forintos bei seinen Teilnahmen an Mannschaftseuropameisterschaften. 1961 in Oberhausen gewann er mit der Mannschaft Bronze und erreichte das drittbeste Einzelergebnis am neunten Brett, 1965 in Hamburg erreichte er mit der Mannschaft den dritten Platz und gewann die Einzelwertung am sechsten Brett, 1970 in Kapfenberg wurde er mit der Mannschaft Zweiter und gewann die Einzelwertung am neunten Brett, während er 1973 in Bath mit der Mannschaft den dritten Platz erreichte und am sechsten Brett das zweitbeste Einzelergebnis erzielte.

## Vereine
In Ungarn spielte Forintos in den 1970er und 1980er Jahren beim MTK Budapest, mit dem er fünfmal am European Club Cup teilnahm. Von 1999 bis 2006 spielte er bei Hajdúböszörményi Sakkozók Egyesülete, von 2008 bis 2010 bei Pénzügyőr Sport Egyesület. In den Saisons 2016/17 und 2017/18 hatte er einzelne Einsätze für den Balatonfüredi SC.
In Deutschland war Forintos in der Saison 1992/93 beim SC Stadthagen in der 1. Bundesliga gemeldet. Er blieb ohne Einsatz, vertrat den SC Stadthagen aber beim European Club Cup 1993.

## Turniererfolge
- 1962/63 Reggio Emilia: 1. Platz
- 1971 Asztalos Memorial: 1. Platz
- 1972 Caorle (Zonenturnier): 3. Platz
- 1974 Reykjavík: 2. Platz
- 1979 Capablanca Memorial: 3. Platz